# 릭 코즈닛
릭 코즈닛(Rick Cosnett, 1983년 4월 6일 ~ )은 오스트레일리아의 배우이다.

## 출연 작품
- 마스터 가드너 (2022) - 스티브 콜린스 역
- 플래시 시즌3 (2016)
- 플래시 (2014)